# Юкна, Стяпас Казио
Стяпас Казио Юкна (лит. Stepas Jukna; 2 сентября 1910, Россиены, Россиенский уезд, Ковенская губерния, Российская империя — 28 марта 1977, Вильнюс) — литовский советский актёр театра и кино. Заслуженный артист Литовской ССР (1954). Народный артист Литовской ССР (1970).

## Биография
В 1931 году окончил Государственную театральную школу актёрского мастерства. В 1931—1940 годах выступал на сцене Шяуляйского (1931—1935), Клайпедского (1935—1936) и Каунасского (1936—1940) театров. С 1940 года — артист Театра драмы Литовской ССР в Вильнюсе.

## Избранные театральные роли
- Эдгар («Король Лир»),
- Мортимер («Мария Стюарт»),
- Фердинанд; Герт («Гибель „Надежды“» Хейерманса),
- Гаев («Вишнёвый сад»),
- Яков Бардин («Враги»),
- Бретт («Глубокие корни» Гоу и Д’Юссо),
- Диджкус («Правда кузнеца Игнотаса» Гудайтиса-Гузявичуса),
- Дзержинский и Забелин («Кремлёвские куранты»),
- Звездинцев («Плоды просвещения»),
- Астров («Дядя Ваня»),
- Тизенгаузас («Доля предрассветная» Сруоги),
- Абрам Вульфсон («Дни портных в Силмачах» Блаумана),
- Барон («На дне») и др.

## Избранная фильмография
- 1976 — Фаворит — господин на кладбище
- 1976 — Приключения Калле-сыщика — портье Гари (старый гангстер) (нет в титрах)
- 1976 — Долгое путешествие к морю — эпизод
- 1975 — Смок и Малыш — Дуайт Сендерсон, старик-скряга, мистер «Тру-ля-ля»
- 1972 — Хроника ночи — пассажир (нет в титрах)
- 1972 — Геркус Мантас — герцог Тевтонского ордена
- 1971 — Раны земли нашей — Вилкаускас
- 1966 — Ночи без ночлега — председатель военно-полевого суда
- 1970 — Узники Бомона — муж мамы Мили
- 1969 — Я, Франциск Скорина... — член учёного совета Падуанского университета (нет в титрах)
- 1966 — Ноктюрн — хирург
- 1965 — Двое в маленьком городке (короткометражный) — посетитель в баре
- 1961 — Канонада — Станкус
- 1959 — Юлюс Янонис — Альшенас